# هوندا در فرمول یک
هوندا از سال ۱۹۶۴ در بازه‌های زمانی مختلف به‌عنوان شرکت‌کننده، سازنده و تأمین‌کنندهٔ پیشرانه در مسابقات فرمول یک شرکت کرده‌است. مشارکت هوندا در فرمول یک از فصل ۱۹۶۴ آغاز شد، و در فصل ۱۹۶۵ نخستین پیروزی خود را در جایزه بزرگ مکزیک کسب کرد. پس از کسب موفقیت‌های بیشتر با همراهی جان سورتیس، هوندا به دلیل سختی‌های فروش خودروهای جاده‌ای در ایالات متحده و همچنین تصادف مرگبار رانندهٔ هوندا، یو شلسر، در پایان فصل ۱۹۶۸ از مسابقات کنار کشید.
هوندا در فصل ۱۹۸۳ به‌عنوان تأمین‌کنندهٔ پیشرانه به فرمول یک برگشت و این بازگشت شروع دورهٔ موفقیت‌آمیزی برای هوندا بود. پس از پیروزی در مسابقه‌ها در فصل‌های ۱۹۸۴ و ۱۹۸۵، موتورهای هوندا بین سال‌های ۱۹۸۶ تا ۱۹۹۱ هر سال با تیم‌های ویلیامز و مک‌لارن موفق به کسب مقام قهرمانی سازندگان، و بین سال‌های ۱۹۸۷ تا ۱۹۹۱ هر سال با نلسون پیکه، آیرتون سنا و آلن پروست توانست مقام قهرمانی رانندگان جهان را کسب کند. هوندا پس از دستیابی به اهداف خود، در پایان فصل ۱۹۹۲ از مسابقات کنار کشید.
هوندا در فصل ۲۰۰۰ دوباره به مسابقات فرمول یک برگشت و به تأمین موتور برای تیم بریتیش امریکن ریسینگ (BAR) پرداخت. تیم بی‌ای‌آر-هوندا در فصل ۲۰۰۴ جایگاه دوم را در رده‌بندی قهرمانی سازندگان کسب کرد، و تا پایان فصل ۲۰۰۵ هوندا تیم بی‌ای‌آر را خریداری کرد و این تیم برای فصل ۲۰۰۶ به تیم هوندا تبدیل شد. پس از سپری کردن یک فصل خوب در ۲۰۰۶ که در آن جنسون باتن پیروز جایزه بزرگ مجارستان شد، هوندا در دسامبر ۲۰۰۸ اعلام کرد که این تیم به علت مشکلات ناشی از بحران مالی جهانی، و در پی سپری کردن دو فصل سخت در سال‌های ۲۰۰۷ و ۲۰۰۸، فوراً از مسابقات فرمول یک خارج خواهد شد.
هوندا در مهٔ ۲۰۱۳ تصمیم خود مبنی بر بازگشت به این ورزش تحت توافقی با مک‌لارن جهت تأمین واحد قدرت را اعلام کرد. نخستین آزمون‌های انجام شده با موتورهای هوندا نشان داد که این موتورها رقابتی نیستند و هوندا در حالی که مشغول توسعهٔ پیشرانه‌های خود بود، سه سال نخست حضور دوبارهٔ خود در فرمول یک را تحت موشکافی سخت انظار عمومی سپری کرد. مک‌لارن و هوندا پس از سه سال از یکدیگر جدا شدند؛ با این حال تورو روسو موافقت کرد که برای فصل ۲۰۱۸ از موتورهای هوندا به‌عنوان یک پوشش ظاهری کارخانه‌ای استفاده کند. پس از پشت سر گذاشتن یک فصل موفقیت‌آمیز با تورو روسو، و با توجه به روند سریع و توانمند هوندا در توسعهٔ موتورهای خود، رد بول ریسینگ نیز موافقت کرد که برای فصل ۲۰۱۹ موتورهای هوندا را مورد استفاده قرار دهد. نخستین پیروزی موتورهای هوندا در دوران موتورهای هایبرید، در جایزه بزرگ اتریش محقق شد و پس از چندین قدرت‌نمایی بسیار موفق، واحد قدرت هوندا در حال حاضر یکی از موتورهای پیشتاز در مسابقات فرمول یک محسوب می‌شود.
هوندا در قالب تأمین‌کنندهٔ پیشرانه، با کسب شش عنوان قهرمانی جهان سازندگان، پنج عنوان قهرمانی جهان رانندگان، و کسب پیروزی در بیش از ۷۰ گراند پری، جایگاه پنجم در تاریخ فرمول یک را از آن خود کرده‌است. علاوه بر موفقیت هوندا در جایگاه تأمین‌کنندهٔ موتور، سه پیروزی آن در قالب یک تیم فرمول یک نیز این شرکت را به تنها تیم ژاپنی بدل کرده‌است که تاکنون موفق به کسب پیروزی در فرمول یک شده‌است.

## هوندا به‌عنوان تیم مسابقه

### شرکت تحقیق و توسعه هوندا

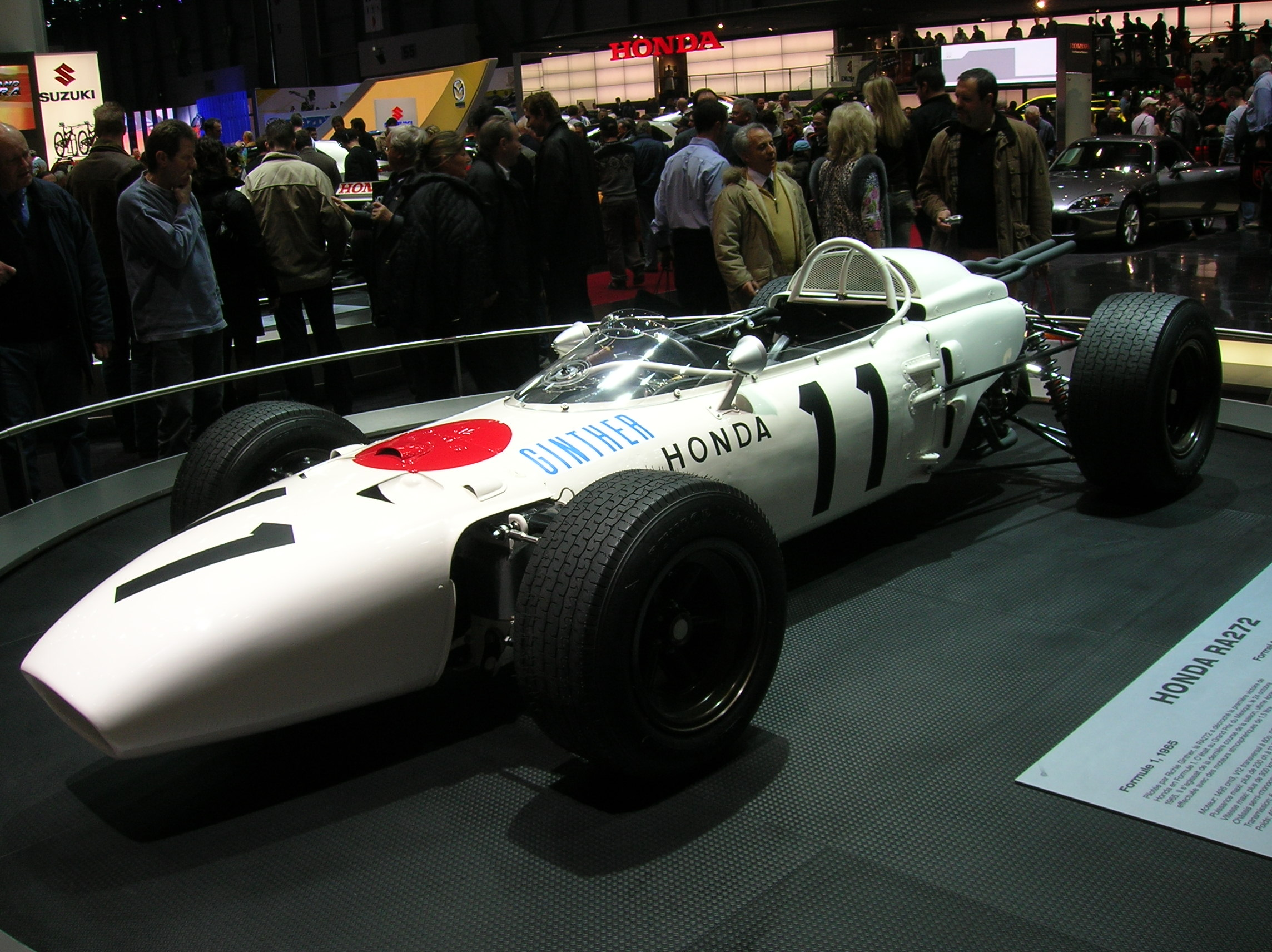
هوندا آرای۲۷۲ ۱۹۶۵ بازسازی‌شده، نخستین خودروی ژاپنی که موفق به کسب پیروزی در فرمول یک شد. این خودرو با رنگ‌های مسابقه‌ای معرف کشور ژاپن رنگ‌آمیزی شده‌است.

هوندا تنها چهار سال پس از تولید نخستین خودروی جاده‌ای خود، در فصل ۱۹۶۴ وارد مسابقات جایزه بزرگ فرمول یک شد. این شرکت توسعهٔ خودروی آرای۲۷۱ را در سال ۱۹۶۲ آغاز کرد و گاراژهای فرمول یک تحت تسلط اروپایی‌ها را با تیم کارخانه‌ای کاملاً ژاپنی خود مبهوت کرد. شرکت هوندا، پیشرانه و شاسی خودروهایش را خودش تولید می‌کرد، این عمل در میان تیم‌هایی که در سال ۱۹۶۲ همچنان در مسابقات شرکت می‌کردند، پیش از این تنها توسط فراری و بی‌آرام انجام شده‌بود.

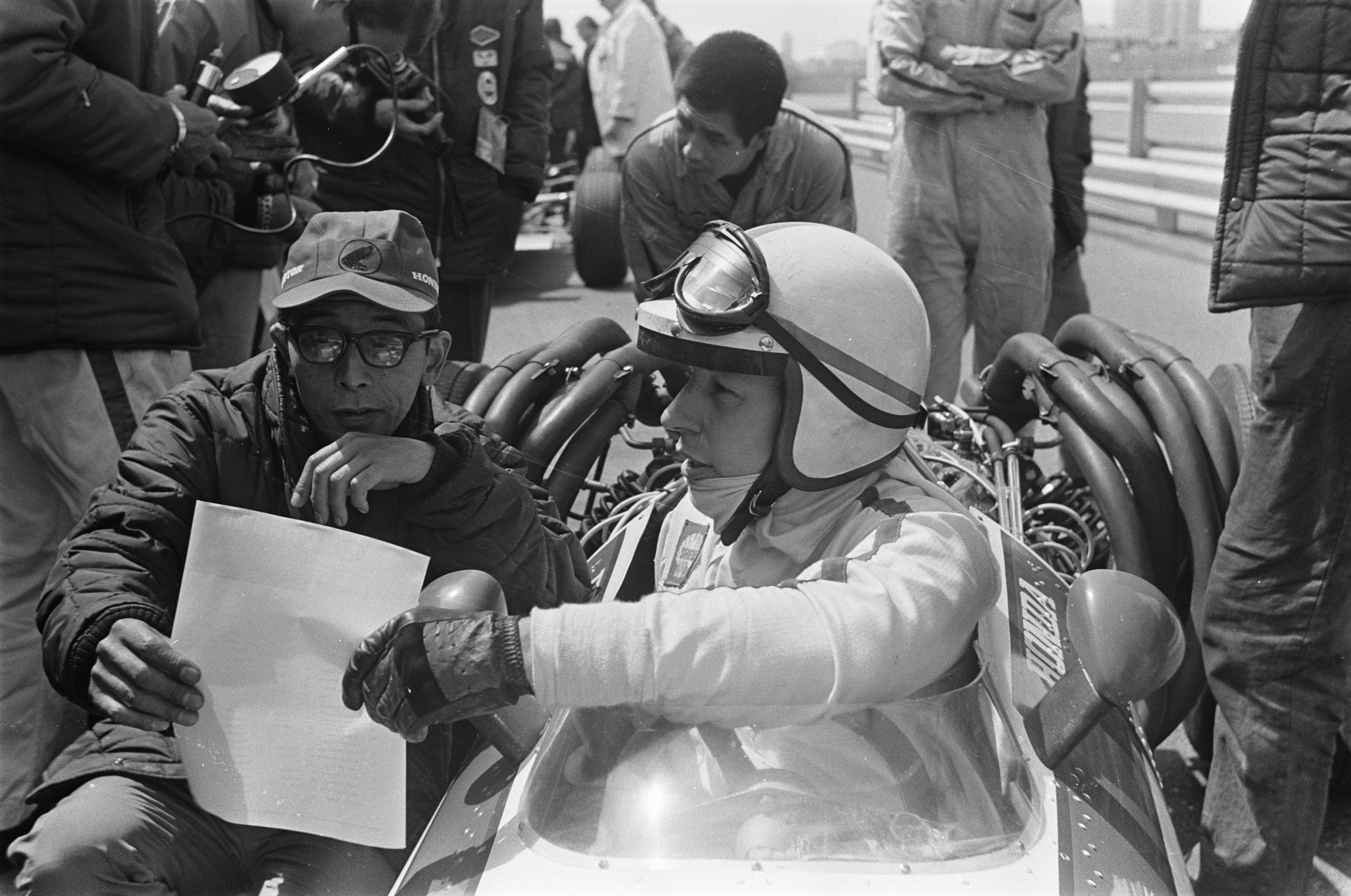
جان سورتیس و یوشیو ناکامورا در جایزه بزرگ هلند ۱۹۶۸.

خودروی هوندا آرای۳۰۱ که برای سال ۱۹۶۷ ساخته شد، مشکلات زیادی در زمینه اعتمادپذیری داشت، اما موفق شد دوبار بر روی سکو رفته و یک بار در جایگاه پول پوزیشن قرار گیرد. خودروی جدید تیم، آرای۳۰۲ تنها در یک مسابقه در روئن-لس-اسارتس حاضر شد و تنها چند دور تا پیش از تصادف مرگباری که منجر به مرگ راننده یو شلسر شد، دوام آورد. مرگ این راننده، و تمایل هوندا به تمرکز بر فروش خودرهای جاده‌ای در ایالات متحده، این شرکت را بر این داشت تا در پایان فصل مسابقات ۱۹۶۸ از مسابقات فرمول یک کنار بکشد.

### لغو پروژه فرمول یک ۱۹۹۹
از سال ۱۹۹۳ تا ۱۹۹۸، هوندا تنها به‌عنوان تأمین‌کنندهٔ موتور بواسطهٔ همکاری با موگن موتوراسپورت، که موتورهای تیم‌های فوت‌وورک، لوتوس، لیجیه پروست و جردن را تأمین می‌کرد، در فرمول یک حضور داشت. خودروهای مجهز به موتورهای موگن تا پایان فصل ۱۹۹۹ در ۴ گراند پری پیروز شدند. در سال ۱۹۹۸ هوندا به‌طور جدی در نظر داشت تا به‌عنوان یک سازنده وارد فرمول یک شود، و به این منظور یک پیشرانه را به تولید رساند و هاروی پوست‌لت‌ویت را به‌عنوان مدیر فنی و طراح استخدام کرد. علاوه بر این، هوندا مهندس کایل پیتریشن را از مسابقات اچ‌آرسی فراخواند تا در طراحی، پیاده‌سازی و مدیریت موتور جدید در شاسی جدید هوندا به این تیم کمک کند. خودرویی که پوست‌لت‌ویت طراحی کرده‌بود، توسط شرکت دالارا ساخته‌شد و در طول سال ۱۹۹۹ مورد آزمایش قرار گرفت. در زمان یکی از آزمون‌هایی که بر روی این خودرو در حال انجام بود، پوست‌لت‌ویت بر اثر حملهٔ قلبی درگذشت و در نتیجهٔ این اتفاق پروژهٔ هوندا برای توسعهٔ آرای۰۹۹ تعلیق شد. پس از آن هوندا به‌عنوان تأمین کنندهٔ موتور تیم بی‌ای‌ار فعالیت خود در این زمینه را از سال ۲۰۰۰ از سر گرفت.

### تیم فرمول یک هوندا ریسینگ

نشان‌وارهٔ مورد استفادهٔ هوندا از فصل تا.

در سپتامبر ۲۰۰۵ هوندا باقی ۵۵٪ سهام تیم بی‌ای‌آر را نیز خریداری کرد و به مالک مطلق این تیم بدل شد. نام بی‌ای‌تی (British American Tobacco) به عنوان حامی مالی نام تیم در کنار لاکی استرایک در فصل ۲۰۰۶ باقی ماند، اما برای فصل ۲۰۰۷ از فرمول یک خارج شد. تصمیم اتخاذ شده از سوی هوندا این بود که این تیم از سال ۲۰۰۶ تحت نام «تیم فرمول یک هوندا ریسینگ» در مسابقات شرکت کند.

#### فصل ۲۰۰۷

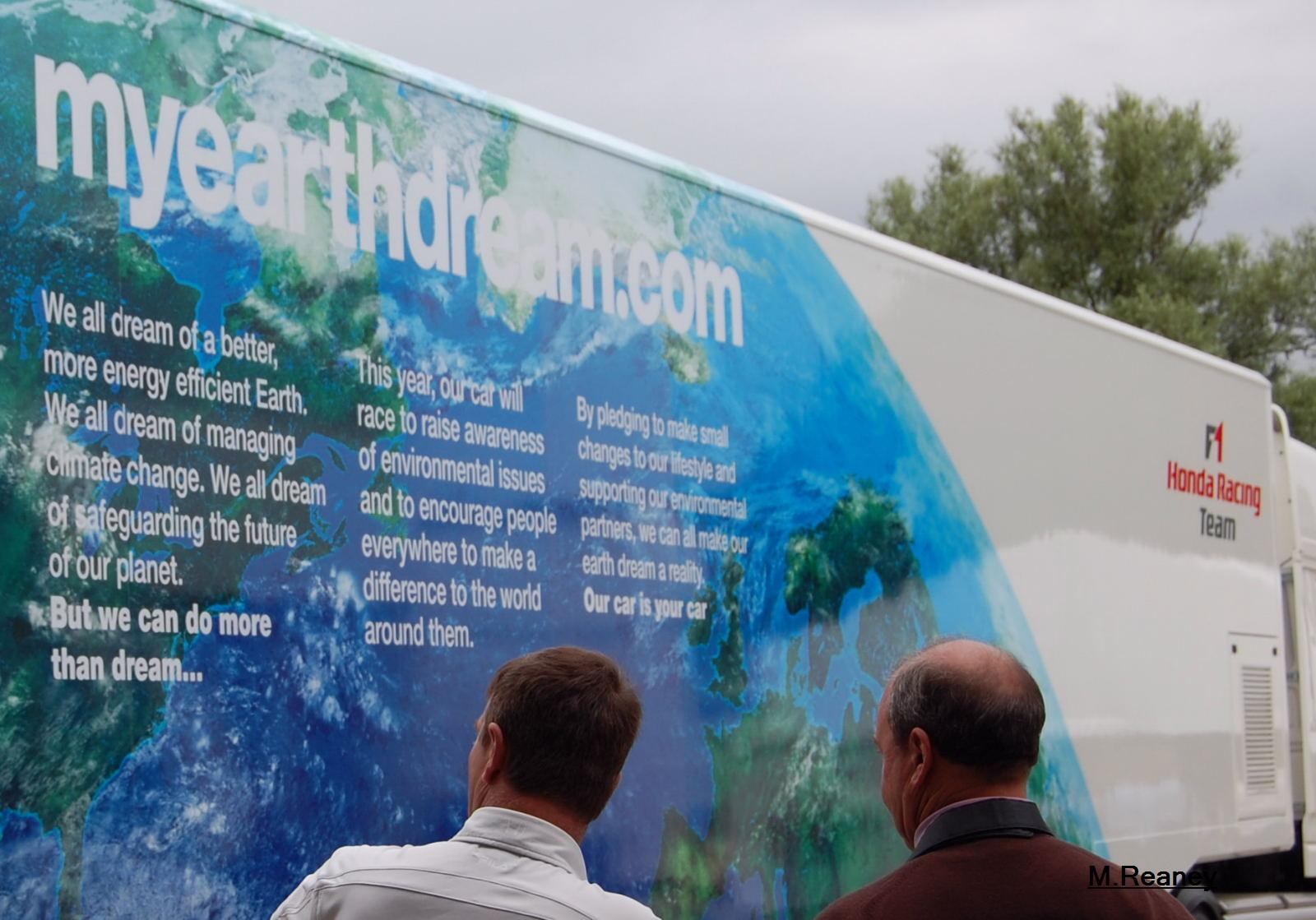
پوشش ظاهری «رؤیای زمین» بر روی کامیون‌های هوندا.

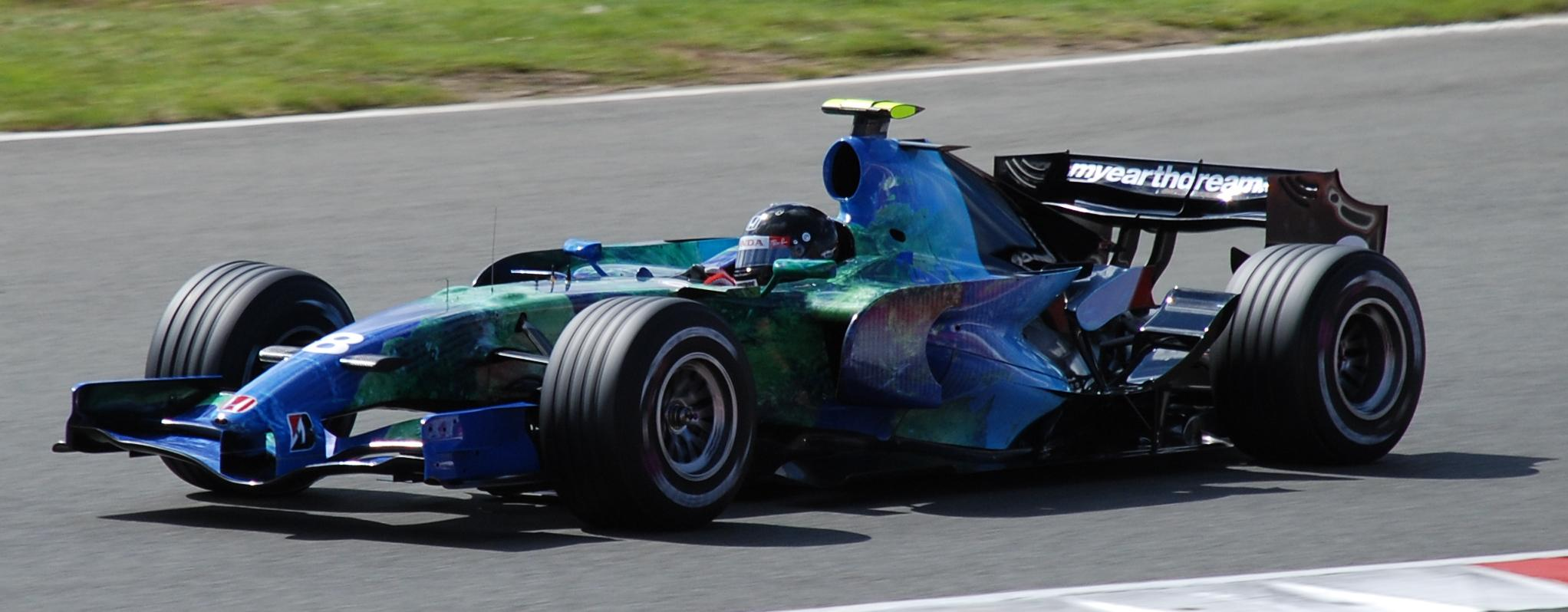
روبنس باریکلو در حال رانندگی با هوندا آرای۱۰۷ در جایزه بزرگ بریتانیا ۲۰۰۷.

با اجرای ممنوعیت حمایت مالی تولیدکنندگان دخانیات در فرمول یک، حمایت مالی بریتیش امریکن توباکو از تیم هوندا نیز پایان یافت. در ۲۶ فوریه ۲۰۰۷ از یک یونیفرم رنگ‌آمیزی جدید بر روی خودروی آرای۱۰۷ رونمایی شد که سیارهٔ زمین را بر روی یک پس‌زمینهٔ سیاه تداعی کنندهٔ فضا به تصویر می‌کشید. بر روی بال عقب خودرو نیز نشانی وبگاه آگاهی‌رسانی زیست‌محیطی «رؤیای زمین من» درج شد که در ۲۷ فوریه ۲۰۰۷، و بلافاصله پس از معرفی خودروی فرمول یک سال ۲۰۰۷ هوندا، شروع به کار کرده‌بود. واکنش‌ها نسبت به این یونیفرم جدید متفاوت بود، اگرچه هوندا در پایان سال ۲۰۰۷ برای پویش «خودروی زمین» خود برندهٔ یک جایزهٔ محیط زیستی شد.
هوندا با شناسایی مشکلات موجود در سیستم‌های آئرودینامیکی خودروها، از ژوئیه ۲۰۰۷ شروع به جذب یک تیم جدید از میان تمامی اهالی فرمول یک کرد. مهندس آئرودینامیک ارشد لویک بیگوا و دستیار او فرانسوا مارتینت از تیم ویلیامز اف۱ به هوندا پیوستند.

#### فصل ۲۰۰۸

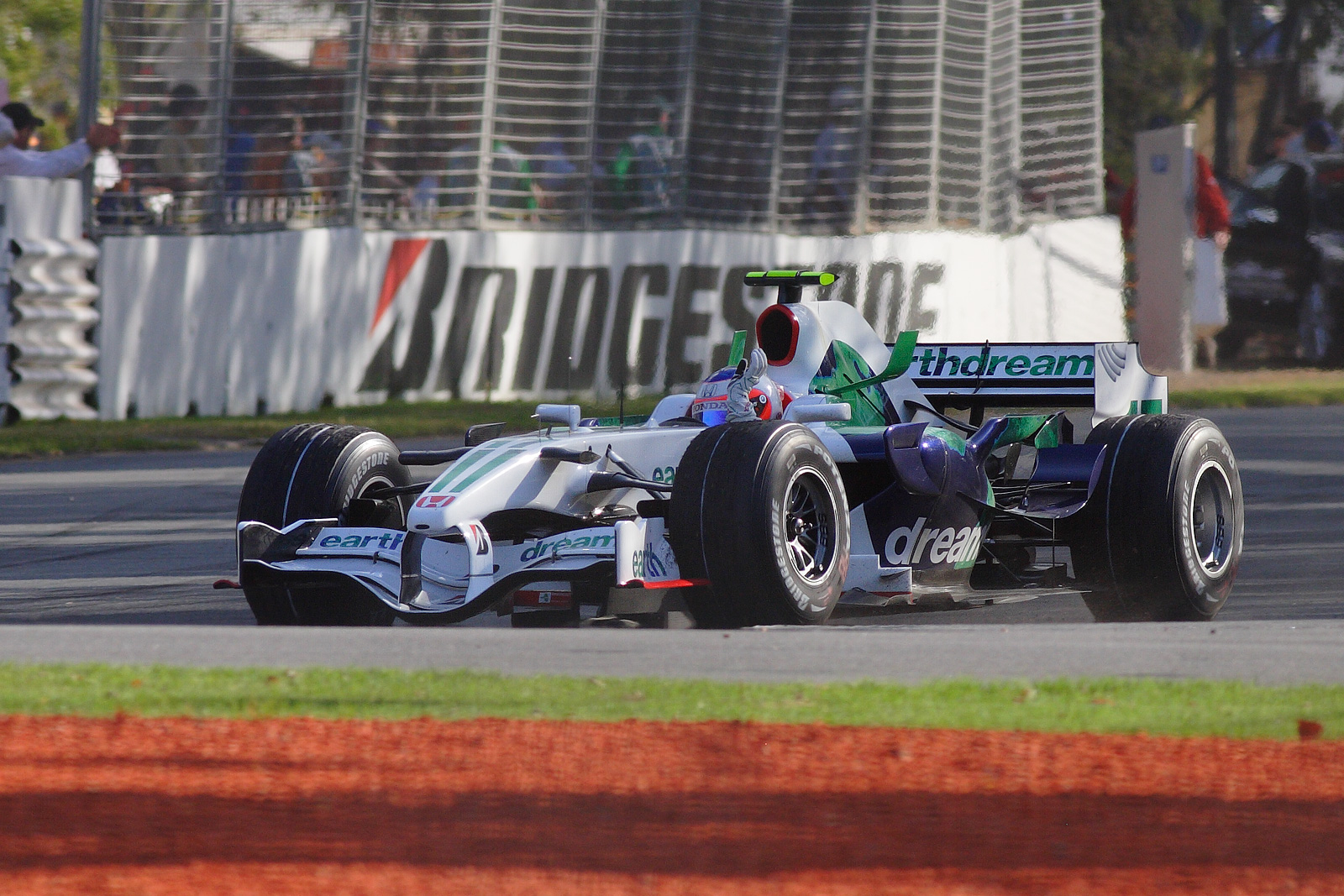
روبنس باریکلو در حال راندن یک خودروی آرای۱۰۸ در جایزه بزرگ استرالیا ۲۰۰۸.

در ۱۹ ژوئیه ۲۰۰۷ اعلام شد که باریکلو و باتن برای فصل ۲۰۰۸ به رانندگی برای تیم هوندا به‌عنوان هم‌تیمی ادامه خواهند داد. در ۱۲ نوامبر ۲۰۰۷ وبگاه اتواسپورت تأیید کرد که مدیر فنی سابق فراری، راس براون به‌عنوان مدیر تیم به هوندا خواهد پیوست. نیک فرای نیز به‌عنوان مدیر ارشد اجرایی همراه این تیم باقی ماند. در ۱۰ ژانویه ۲۰۰۸ اعلام شد که الکساندر وروز به‌عنوان رانندهٔ آزمایشی در فصل ۲۰۰۸ به استخدام تیم هوندا درآمده‌است.

### فروش و شکل‌گیری براون جی‌پی
هوندا با اعلام عدم تمایل به ادامهٔ سرمایه‌گذاری با بودجهٔ ۳۰۰ میلیون دلاری در تیم مستقر در براکلی با ۷۰۰ نفر کارمند، در پایان فصل ۲۰۰۸ و در طول بحران اقتصادی جهانی به یکباره از این ورزش خارج شد. همزمان با اقدام هوندا برای فروش تیم، این تیم مسابقه به کار بر روی هوندا آرای۱۰۹ برای فصل ۲۰۰۹ ادامه داد. تعدادی از مالکین احتمالی آیندهٔ تیم، با این تیم مرتبط شدند که شامل دیوید ریچاردز، رئیس تیم پرودرایو، کارلوس اسلیم بازرگان مکزیکی، و گروه ویرجین می‌شدند.
این تیم در نهایت به واسطهٔ خریداری توسط راس براون مدیر تیم، و نیک فرای مدیر ارشد اجرایی تیم نجات پیدا کرد، و با عنوان تیم براون جی‌پی وارد فصل مسابقات سال ۲۰۰۹ شد. جنسون باتن و روبنس باریکلو به‌عنوان راننده‌های براون جی‌پی باقی ماندند و موتور این تیم نیز توسط مرسدس تأمین شد.

### نتایج در فرمول یک
(نویسه‌های ایتالیک نشانگر ورود غیر کارخانه‌ای است؛ نویسه‌های پررنگ نشانگر پیروزی در مسابقات قهرمانی است)
| سال                                                        | نام                                    | خودرو                   | موتور                                                   | تایر | شماره   | راننده(ها)                   | امتیاز | قهرمانی سازندگان |
| ---------------------------------------------------------- | -------------------------------------- | ----------------------- | ------------------------------------------------------- | ---- | ------- | ---------------------------- | ------ | ---------------- |
| ۱۹۶۴                                                       | شرکت تحقیق و توسعه هوندا               | آرای۲۷۱                 | آرای۲۷۱ئی ۱٫۵ وی۱۲                                      | D    |         | رونی باکنام                  | ۰      | ر.ن.             |
| ۱۹۶۵                                                       | شرکت تحقیق و توسعه هوندا               | آرای۲۷۲                 | آرای۲۷۲ئی ۱٫۵ وی۱۲                                      | G    |         | رونی باکنام ریچی گینتر       | ۱۱     | ششم              |
| ۱۹۶۶                                                       | شرکت تحقیق و توسعه هوندا               | آرای۲۷۳                 | آرای۲۷۳ئی ۳٫۰ وی۱۲                                      | G    |         | رونی باکنام ریچی گینتر       | ۳      | هشتم             |
| ۱۹۶۷                                                       | شرکت تحقیق و توسعه هوندا               | آرای۲۷۳ آرای۳۰۰         | آرای۲۷۳ئی ۳٫۰ وی۱۲                                      | F    |         | جان سورتیس                   | ۲۰     | چهارم            |
| ۱۹۶۸                                                       | شرکت تحقیق و توسعه هوندا               | آرای۳۰۰ آرای۳۰۱ آرای۳۰۲ | آرای۲۷۳ئی ۳٫۰ وی۱۲ آرای۳۰۱ئی ۳٫۰ وی۱۲ آرای۳۰۲ئی ۳٫۰ وی۸ | F G  |         | دیوید هابز یو شلسر جان سرتیس | ۱۴     | ششم              |
| ۱۹۶۸                                                       | تیم مسابقه یوآخیم بونیه                | آرای۳۰۱                 | آرای۳۰۱ئی ۳٫۰ وی۱۲                                      | G    |         | یوآخیم بونیه                 | ۱۴     | ششم              |
| ۱۹۶۹ – ۲۰۰۵: هوندا در قالب یک سازنده در رقابت‌ها شرکت نکرد. |                                        |                         |                                                         |      |         |                              |        |                  |
| ۲۰۰۶                                                       | تیم فرمول یک لاکی استرایک هوندا ریسینگ | آرای۱۰۶                 | آرای۸۰۶ئی ۲٫۴ وی۸                                       | M    | ۱۱. ۱۲. | روبنس باریکلو جنسون باتن     | ۸۶     | چهارم            |
| ۲۰۰۷                                                       | تیم فرمول یک هوندا ریسینگ              | آرای۱۰۷                 | آرای۸۰۷ئی ۲٫۴ وی۸                                       | B    | ۷. ۸.   | جنسون باتن روبنس باریکلو     | ۶      | هشتم             |
| ۲۰۰۸                                                       | تیم فرمول یک هوندا ریسینگ              | آرای۱۰۸                 | آرای۸۰۸ئی ۲٫۴ وی۸                                       | B    | ۱۶. ۱۷. | جنسون باتن روبنس باریکلو     | ۱۴     | نهم              |

## هوندا به‌عنوان تأمین‌کننده موتور

### مک‌لارن (۲۰۱۵–۲۰۱۷)

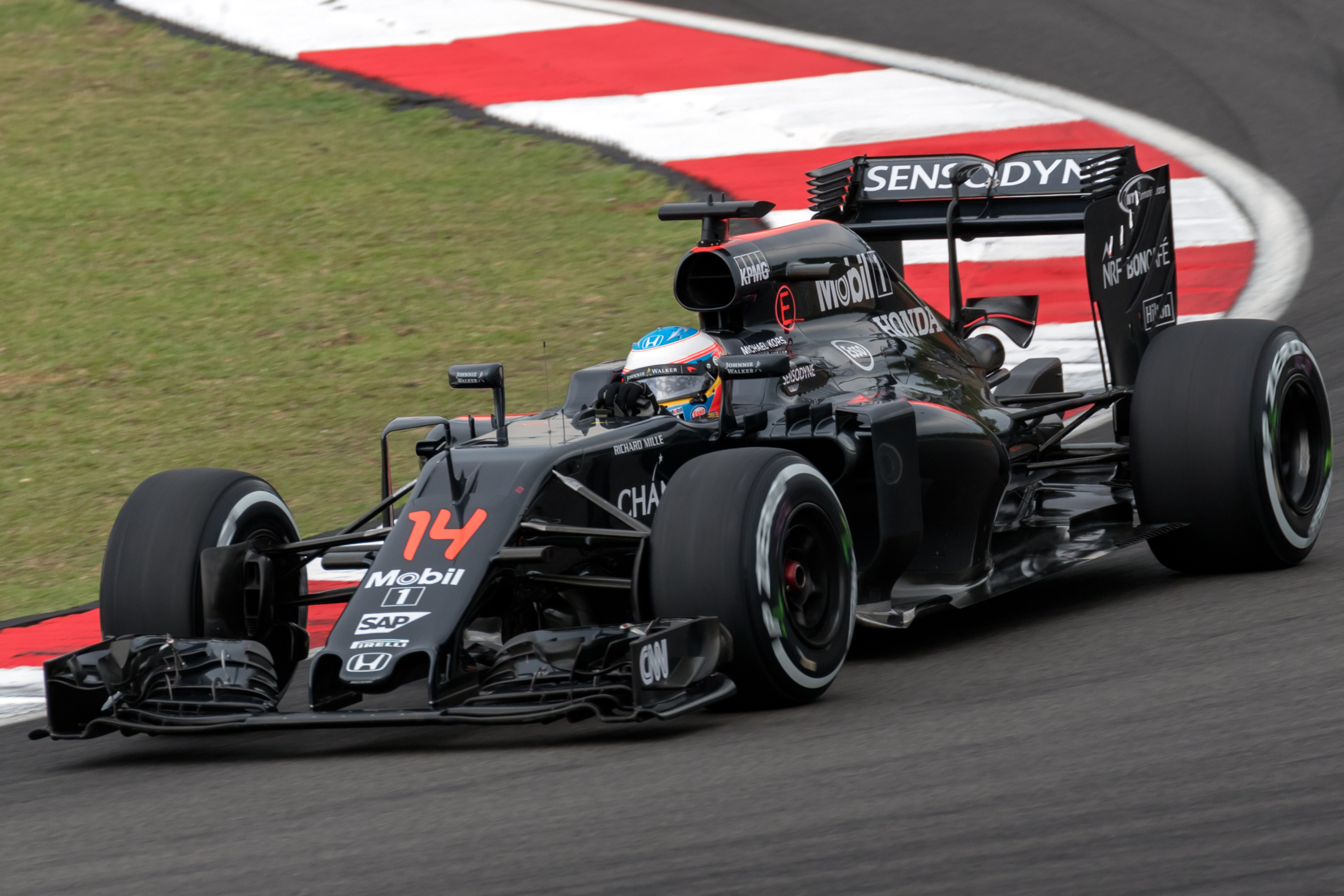
فرناندو آلونسو در حال راندن مک‌لارن-هوندا ام‌پی۴–۳۱.

هوندا در سال ۲۰۱۵ به‌عنوان تأمین‌کنندهٔ موتور به فرمول یک برگشت و همکاری خود با مک‌لارن، شریکش در دهه‌های ۱۹۸۰ و ۱۹۹۰ را احیا کرد. برای مسابقات قهرمانی فصل ۲۰۱۵ موتور آرای۶۱۵اچ را برای مک‌لارن فراهم کرد که یک موتور وی۶ توربو با سیستم تزریق مستقیم و حجم ۱٫۶ لیتر بود. این موتور بر پایه الزامات آئرودینامیکی و طراحی بسیار کم‌جای مک‌لارن طراحی شد که از این موضوع با عنوان فلسفهٔ «اندازه صفر» (Size Zero) یاد می‌شد. این موتور با کسب امتیاز تنها در ۵ مسابقه در طول فصل، اثبات کرد که به‌طور قابل توجهی از قدرت کم و کارایی پایینی برخوردار است. یوسوهیسو آرای قبول نکرد که بابت عملکرد ضعیف این پیشرانه عذرخواهی کند. در ۱ مارس ۲۰۱۶ یوسوکه هاسگاوا جایگزین آرای به‌عنوان سرپرست برنامهٔ فرمول یک هوندا شد و آرای نیز به سمت افسر ارشد مدیریت در مقر اصلی هوندا در ساکورا منصوب شد. مک‌لارن-هوندا با کسب ۲۷ امتیاز فصل ۲۰۱۵ را در جایگاه نهم رده‌بندی قهرمانی سازندگان به پایان رساند.
برای فصل ۲۰۱۶ مک‌لارن از واحد پیشرانهٔ ارتقاء یافتهٔ هوندا آرای۶۱۶اچ استفاده کرد. این فصل جدید در مقایسه با فصل پیشین به‌طرز مثبت‌تری آغاز شد و تنها پس از ششمین مسابقهٔ فصل، جایزه بزرگ موناکو، تیم مک‌لارن موفق شده‌بود ۲۴ امتیاز کسب کند که فقط ۳ امتیاز نسبت به کل امتیاز کسب‌شده در فصل پیشین کمتر بود؛ اگرچه مشکلات اعتمادپذیری و عنلکرد همچنان پابرجا بودند، و زمانی که در ژوئن ۲۰۱۶ از هاسگاوا سؤال شد که آیا دستیابی به سکو در فصل ۲۰۱۶ ممکن خواهد بود، او در پاسخ گفت: «خیر، فقط با شانس. هدف واقع‌گرایانهٔ ما این است که به‌طور منظم در رده‌های امتیازی به پایان برسیم». از میان ۲۱ مسابقهٔ فصل، این تیم موفق شد در ۱۳ مسابقه امتیاز کسب کند. هاسگاوا در سپتامبر ۲۰۱۶ اعلام کرد که هوندا یک تیم را پیشاپیش برای کار بر روی موتور اختصاصی سال بعد به‌کار گرفته‌است. مک‌لارن-هوندا در رده‌بندی نهایی سازندگان با ۷۶ امتیاز در ردهٔ ششم قرار گرفت که نتیجه‌ای بهتر از سال پیش بود.
در آغاز فصل ۲۰۱۷ هوندا واحد پیشرانه را از نو طراحی کرد؛ عمده‌ترین تغییر در این پیشرانهٔ جدید تغییر محل قرارگیری توربوشارژر، کمپرسور و ام‌جی‌یو-کی بود. در این طراحی توربو از کمپرسور جدا شده‌بود و هریک از این بخش‌ها در یک طرف پیشرانه قرار گرفته‌بودند؛ همچنین بخش ام‌جی‌یو-اچ نیز در وسط شکل V موتور قرار گرفت و این سه بخش از طریق یک شفت به یک دیگر متصل شدند. هوندا مدعی بود که طراحی جدید ریسک زیادی داشت و برای رسیدن به پتانسیل مطلوب نیاز به زمان داشت، اما طراحی دوباره تنها راه پشت‌سر گذاشتن رقبا بود. در آزمون‌های پیش از آغاز فصل، فرناندو آلونسو، راننده و برندهٔ دو عنوان قهرمانی جهان این موتور هوندا را یک موتور «غیرقابل اعتماد و دارای کمبود قدرت» دانست. با وجود اینکه مک‌لارن در کنار موتورهای رایگان، سالانه در قالب بودجهٔ سرمایه‌گذاری مبلغ ۱۰۰ میلیون دلار را از هوندا دریافت می‌کرد، اما از عملکرد موتور هوندا ناامید شده‌بود. ارتقاء جزئی که برای گراند پری آدرباسجان بر روی خودروی آلونسو اعمال شد، نمایانگر عملکرد بهبودیافته نسبت به پیشرانهٔ قبلی بود، اما با هدف افزایش برد آن، از این موتور در مسابقهٔ آذربایجان استفاده نشد. با این وجود، این تیم نخستین پایان امتیازی خود در فصل را در آذربایجان تجربه‌کرد. در مسابقهٔ یکشنبه جایزه بزرگ مجارستان، فرناندو آلونسو سریع‌ترین دور پیست را ثبت کرد و مسابقه را در جایگاه ششم به پایان رساند، در حالی که اشتوفل واندورن مقام دهم را کسب کرد و این تنها پایان امتیازی با هر دو راننده در طول فصل برای تیم مک‌لارن بود. پس از مجارستان، تیم مک‌لارن در پنج مسابقهٔ دیگر موفق به کسب امتیاز شد و فصل را با ۳۰ امتیاز در جایگاه نهم رده‌بندی قهرمانی سازندگان به پایان رساند. همکاری مک‌لارن با هوندا پس از فصل ۲۰۱۷ منحل شد.

### تورو روسو (۲۰۱۸–اکنون)

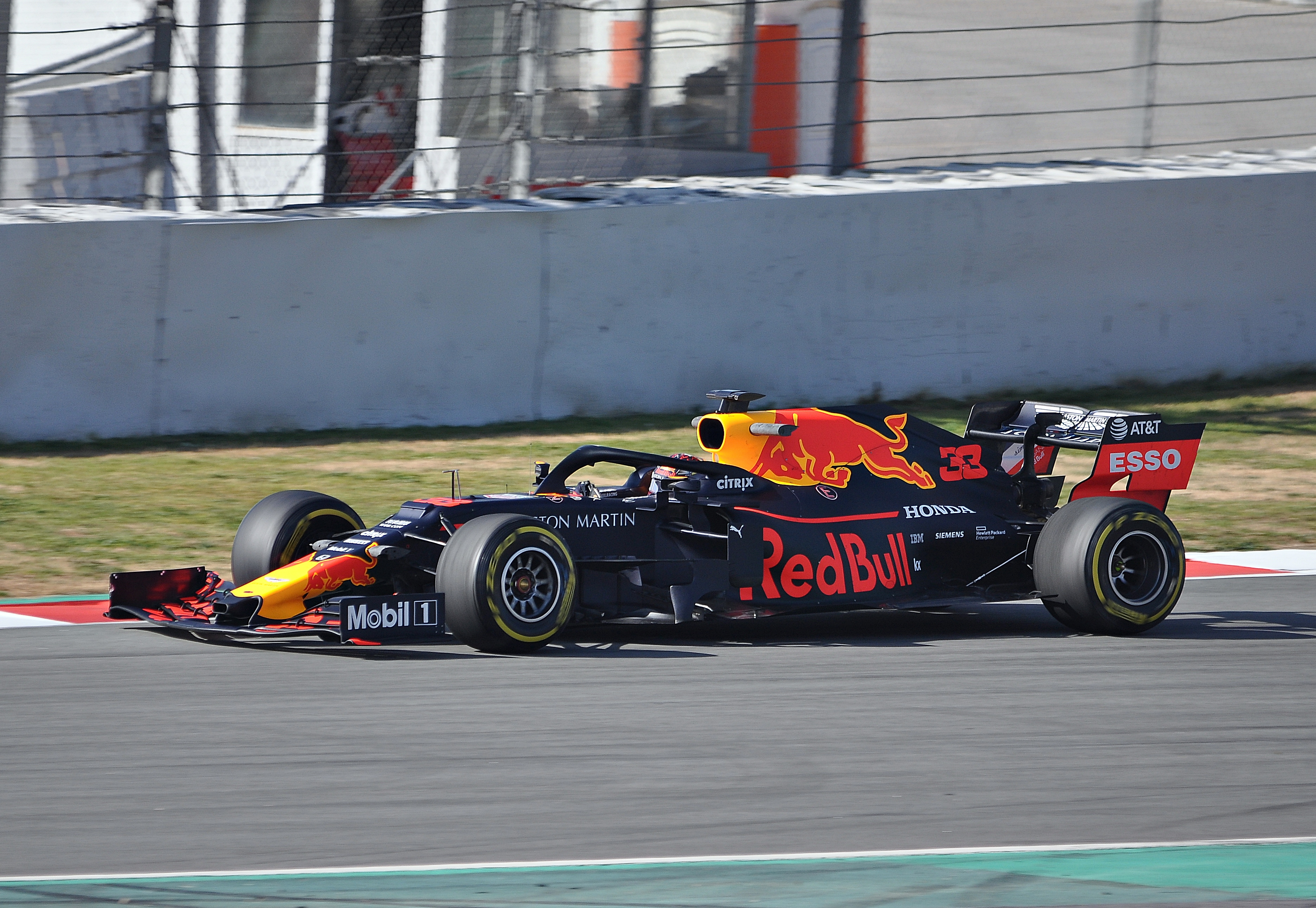
خودروی رد بول آربی۱۵ مجهز به موتور هوندا

در ۱۵ سپتامبر ۲۰۱۷ اعلام شد که هوندا تأمین‌کنندهٔ پیشرانهٔ تیم تورو روسو برای فصل ۲۰۱۸ خواهد بود. به‌عنوان بخشی از قرارداد، مک‌لارن تأمین موتور خود را به شرکت رنو سپرد. هوندا ذکر کرد که هدف از این توافق تبدیل شدن به سه تولیدکنندهٔ برتر پیشرانه با همراهی تورو روسو در فصل ۲۰۱۸ فرمول یک بوده‌است.

### رد بول (۲۰۱۹–اکنون)
در ۱۹ ژوئن ۲۰۱۸ رد بول ریسینگ و هوندا بر روی یک قرارداد دو ساله جهت تأمین موتور برای فصل‌های ۲۰۱۹ و ۲۰۲۰ به توافق رسیدند؛ این موضوع پایانی بود برای همکاری ۱۲ سالهٔ رد بول با رنو در زمینهٔ تأمین واحد پیشرانه.

### نتایج موتورهای خریداری‌شده در فرمول یک

#### کسب عنوان قهرمانی سازندگان جهان
| سازنده  | فصل(ها)   | تعداد عنوان قهرمانی جهان کسب‌شده |
| ------- | --------- | ------------------------------- |
| ویلیامز | ۱۹۸۶–۱۹۸۷ | ۲                               |
| مک‌لارن  | ۱۹۸۸–۱۹۹۱ | ۴                               |

#### نتایج گراند پری
| سازنده             | فصل(ها)              | کل پیروزی‌ها | نخستین پیروزی          | آخرین پیروزی             | پول پوزیشن(ها) | نخستین پول پوزیشن          | آخرین پول پوزیشن           |
| ------------------ | -------------------- | ----------- | ---------------------- | ------------------------ | -------------- | -------------------------- | -------------------------- |
| اسپیریت            | ۱۹۸۳                 | ۰           | –                      | –                        | ۰              | –                          | –                          |
| ویلیامز            | ۱۹۸۳–۱۹۸۷            | ۲۳          | جایزه بزرگ دالاس ۱۹۸۴  | جایزه بزرگ مکزیک ۱۹۸۷    | ۱۹             | جایزه بزرک فرانسه ۱۹۸۵     | جایزه بزرگ مکزیک ۱۹۸۷      |
| لوتوس              | ۱۹۸۷–۱۹۸۸            | ۲           | جایزه بزرگ موناکو ۱۹۸۷ | جایزه بزرگ دیترویت ۱۹۸۷  | ۱              | جایزه بزرگ سان مارینو ۱۹۸۷ | جایزه بزرگ سان مارینو ۱۹۸۷ |
| مک‌لارن             | ۱۹۸۸–۱۹۹۲، ۲۰۱۵–۲۰۱۷ | ۴۴          | جایزه بزرگ برزیل ۱۹۸۸  | جایزه بزرگ استرالیا ۱۹۹۲ | ۵۳             | جایزه بزرگ برزیل ۱۹۸۸      | جایزه بزرگ کانادا ۱۹۹۲     |
| تایرل              | ۱۹۹۱                 | ۰           | –                      | –                        | ۰              | –                          | –                          |
| بی‌ای‌آر             | ۲۰۰۰–۲۰۰۵            | ۰           | –                      | –                        | ۲              | جایزه بزرگ سان مارینو ۲۰۰۴ | جایزه بزرگ کانادا ۲۰۰۵     |
| جردن               | ۲۰۰۱–۲۰۰۲            | ۰           | –                      | –                        | ۰              | –                          | –                          |
| سوپر آگوری         | ۲۰۰۶–۲۰۰۸            | ۰           | –                      | –                        | ۰              | –                          | –                          |
| اسکودریا تورو روسو | ۲۰۱۸–۲۰۱۹            | ۰           | –                      | –                        | ۰              | –                          | –                          |
| رد بول ریسینگ      | ۲۰۱۹                 | ۳           | جایزه بزرگ اتریش ۲۰۱۹  | جایزه بزرگ برزیل ۲۰۱۹    | ۲              | جایزه بزرگ مجارستان ۲۰۱۹   | جایزه بزرگ برزیل ۲۰۱۹      |
| مجموع              | ۱۹۸۳–۲۰۱۹            | ۷۲          | جایزه بزرگ دالاس ۱۹۸۴  | جایزه بزرگ برزیل ۲۰۱۹    | ۷۷             | جایزه بزرگ فرانسه ۱۹۸۵     | جایزه بزرگ برزیل ۲۰۱۹      |

پررنگ نشانگر قرارداد کنونی پیشرانه است.